# Matchless Model D5-serie
De Matchless Model D5-serie is een serie motorfietsen die het Britse merk Matchless in 1935 en 1936 produceerde. Ze omvatte de modellen 35/D5, 35/D5 De Luxe en 36/D5. De getallen slaan op de bouwjaren, zoals Matchless die altijd vanaf halverwege de jaren dertig gebruikte.

## Model 35/D5
In 1935 bracht Matchless drie totaal verschillende 500cc-modellen uit, die ook zeer verschillende motorblokken hadden. Allereerst het Matchless Model 35/CS met een "vierkante" kopklepmotor waarvan de boring en de slag allebei 85,5 mm bedroegen. Daarnaast twee langeslag-modellen met een boring van 82,5 mm en een slag van 93 mm. Het Model 35/D80 had ook een kopklepmotor, maar het Model 35/D5 had een zijklepmotor. Al deze machines hadden een ongeveer 25° voorover hellende cilinder, een ontwerp dat in 1936 zou verdwijnen, behalve op het Model D/5. Het Model 35/D5 had een "Lo-Ex" aluminium zuiger en de krukas was gelagerd met kogellagers. Het blok toonde veel gelijkenis van dat van de AJS Model S9 Heavy, wat niet verwonderlijk was omdat AJS in 1931 door Matchless was opgekocht. De kleppen waren door een metalen plaatje ingesloten en de machine had een handbediende kleplichter om het starten makkelijker te maken. Het dry-sump smeersysteem had een 1,7 liter olietankje onder het zadel. De vierversnellingsbak was nog handgeschakeld, de primaire ketting liep in een oliebad en de secundaire ketting had een kettingschermpje met zijplaat om de achterband tegen oliespatten te beschermen. Op het voorste kettingtandwiel zat een transmissiedemper. Er was al een moderne middenbok aanwezig, maar ook nog een ouderwetse voorwielstandaard. Het achterwiel kon worden uitgebouwd zonder de ketting of de trommelrembediening te verwijderen. Een afneembare bagagedrager kostte 15 shilling extra. De Girder-parallellogramvork was voorzien van drie frictiedempers: twee schokdempers en een stuurdemper. Het Model 35/D5 kostte met Lucas-magdyno, elektrische verlichting en elektrische claxon 49 pond.

## Model 35/D5 De Luxe
Het Model 35/D5 De Luxe kostte 52 pond en 15 shilling. Voor dat geld kreeg men verchroomde randen langs de spatborden, een grotere koplamp, een snelheidsmeter, een oliepeilindicator en een verlicht instrumentenpaneel op het stuur.

## Model 36/D5
Hoewel het Model D5 als enige in 1936 in productie bleef, werd het wel gemoderniseerd. De rechthoekige olietank uit 1935 werd vervangen door een ronder exemplaar dat 2,3 liter bevatte. Ook de brandstoftank werd groter en bevatte nu 3 liter benzine. Het rechthoekige, leren gereedschapstasje dat aan de onderkant van het achterframe hing, was vervangen door een metalen kastje dat tussen de achterste framebuizen paste en hun lijnen volgde. Het standaardmodel kostte 51 pond en een De Luxe-versie was er niet meer. In plaats daarvan konden klanten hun machine naar behoeven aankleden met onderdelen uit de catalogus:
- Afneembare bagagedrager (15 shilling)
- beenschilden (15 shilling)
- Snelheidsmeter zonder dagteller (2 gienjes)
- Snelheidsmeter met dagteller (2 gienjes en 5 shilling)
- Lucas remlicht (5 shilling)
- Duovoetsteunen (7 shilling en 6 pence)
- Duozadel (12 shilling en 6 pence)
- Hutchinson "De Luxe" duozadel voor plaatsing boven de bagagedrager (13 shilling en 6 pence)
- Eight-Day Clock[3] (1 pond en 10 shilling)